# Spider-Man (album)
Pour les articles homonymes, voir Spider-Man (homonymie).
Ne doit pas être confondu avec Spider-Man (bande originale).
Bandes originales de Spider-Man
Spider-Man (score)
(2002)
Music From and Inspired by Spider-Man est la bande originale du film Spider-Man, sortie en 2002 et distribuée par Columbia Records. Cet album reprend deux titres composés par Danny Elfman ainsi que d'autres artistes. Un autre album, Spider-Man: Original Motion Picture Score, contenant les compositions originales de Danny Elfman, est sorti quelques mois plus tard.

## Liste des titres
| 1.      | Theme from Spider-Man (Classic TV Series Theme Song) | Paul Francis Webster & Robert Harris    | 1:01 |
| 2.      | Hero                                                 | Chad Kroeger Feat. Josey Scott          | 3:19 |
| 3.      | What We're All About (The Original Version)          | Sum 41 Feat. Kerry King from Slayer     | 3:35 |
| 4.      | Learn to Crawl                                       | Black Lab                               | 3:36 |
| 5.      | Somebody Else                                        | Bleu                                    | 3:38 |
| 6.      | Bug Bytes                                            | Alien Ant Farm                          | 3:32 |
| 7.      | Blind                                                | Default                                 | 3:11 |
| 8.      | Bother                                               | Stone Sour (credited as Corey Taylor)   | 4:00 |
| 9.      | Shelter                                              | Greenwheel                              | 3:32 |
| 10.     | When It Started                                      | The Strokes                             | 2:56 |
| 11.     | Hate to Say I Told You So                            | The Hives                               | 3:22 |
| 12.     | Invisible Man                                        | Theory of a Deadman                     | 2:40 |
| 13.     | Undercover                                           | Pete Yorn                               | 3:59 |
| 14.     | My Nutmeg Phantasy (Tom Morello Mix)                 | Macy Gray Feat. Angie Stone and Mos Def | 4:29 |
| 15.     | I - IV - V                                           | Injected                                | 3:03 |
| 16.     | She Was My Girl                                      | Jerry Cantrell                          | 4:18 |
| 17.     | Main Titles                                          | Danny Elfman                            | 3:42 |
| 18.     | Farewell                                             | Danny Elfman                            | 4:43 |
| 19.     | Theme from Spider-Man                                | Aerosmith                               | 2:57 |
| 1:05:27 |                                                      |                                         |      |

## Musiques additionnelles
- On entend aussi durant le film, trois morceaux[1], qui ne sont, ni repris sur cet album, ni sur l'album Spider-Man (bande originale). Il s'agit de :
  - Panorama
    - Écrit par Jan Novak, Fras Milan et Dejan Knez
    - Interprété par "Laibach"
    - Avec l'Aimable Autorisation de "Cherry Red Records"

  - Jimmy Shaker Day
    - Écrit par Thomas Flowers, Doug Eldridge et Ric Ivanisevich
    - Interprété par "Oleander"
    - Avec l'Aimable Autorisation de "Republic/Universal Records"
    - Sous la licence "Universal Music Enterprises"

  - Itsy Bitsy Spider
    - Traditional